# 빅토리아 프랫
빅토리아 프랫 (Victoria Pratt, 1970년 12월 18일 ~ )는 캐나다의 배우이다.

## 출연 작품
- 캅스 앤 로버스 (2017)
- 플라이트 192 (2016)
- 마지막 강도사건 (2016, The Last Heist)
- 페이션트 킬러 (2015)
- 버지니안: 서부의 집행자 (2014, The Virginian)
- 준 (2014)
- 데스 밸리 (2014)
- 드래곤 파이터 2015 (2013)
- 크리스마스 트위스터 (2012)
- 소다 스프링스 (2011)
- 몽골리안 데스웜 - 거대지렁이의 습격 (2010)
- 잃어버린 세계를 찾아서 2 : 지구 속 여행 (2008)
- 왓 러브 이즈 (2007)
- 허 파탈 플로 (2006)
- 데이 브레이크 (2006)
- 딥 블루 씨: 크라켄 (2006)
- 허쉬 (2005)
- 하우스 오브 더 데드 2 (2005)
- 더블 데어 (2004)
- 맬로리 이펙트 (2002)
- 뮤턴트 X (2001)
- 클레오파트라 2525 (2000)
- 레거시 (1998)